# У Цзэтянь
У Цзэтянь (кит. трад. 武則天, упр. 武则天, пиньинь Wǔ Zétiān, палл. У Цзэтянь, 17 февраля 624 — 16 декабря 705) — китайская императрица, правившая Китаем на протяжении сорока лет, с 665 года до своей смерти.
У Цзэтянь появилась в императорском дворе как наложница китайского императора Тай-цзуна, династии Тан. После смерти императора попала в гарем, а затем получила титул супруги его сына — императора Гао-цзуна. Когда Гао-цзун скончался, она долгое время правила страной, меняя на троне своих сыновей, пока в 690 году не заняла трон самолично, отстранив от власти своего сына Жуй-цзуна. Получив власть, она провозгласила новую династию У Чжоу.
Однако после смерти У Цзэтянь, её сын Чжун-цзун снова вернулся на трон в качестве императора восстановленной династии Тан, а после него — снова Жуй-цзун. Она упоминается также под именами У Чжао (кит. 武曌, пиньинь Wǔ Zhào, палл. У Чжао ), У-хоу (кит. 武后, пиньинь Wǔ Hòu  — императрица У) или Тянь-хоу (кит. 天后, пиньинь Tian Hòu  — Небесная государыня).
Период её правления ознаменовался широкой экспансией Китая, в частности вторжением в Центральную Азию и Корею. При этом, в стране бурно развивалась культура, а религии даосизм и буддизм перешли под покровительство государства. Со времён её правления сохранились такие выдающиеся архитектурные сооружения, как буддийские пещеры Лунмэнь (Драконовы Ворота) и мавзолей Цяньлин.
У императрицы было четыре сына и две дочери, двое из её сыновей становились императорами. Её внук — император Сюань-цзун, правление которого считается «золотым веком» танской династии.
Необычность её царствования заключалась в том, что она приняла мужской титул «император» (хуанди) и была формально единственной женщиной за всю четырёхтысячелетнюю историю Китая, обладавшей верховным титулом. В других исторических случаях женщины-правительницы с титулом «вдовствующая императрица» (тайхоу) фактически правили государством, в то время как их несовершеннолетние сыновья формально занимали трон.
Оценки её правления в исторической литературе отличаются разнообразием, порою диаметрально противоположны — одни[кто?] историки рисуют образ жестокой взбалмошной нечестивой царицы, другие[кто?] — мудрой просветлённой государыни, всё своё время заботящейся о благополучии страны.

## Возвышение

### Ранние годы
У Цзэтянь родилась в городе Личжоу (利州) (современное название Гуанъюань провинции Сычуань), при рождении получила имя У Мэй. Её отец У Шихоу (武士彟) был лесоторговцем средней руки из уезда Вэньшуй (провинция Бинчжоу), мать происходила из знатной семьи Ян. Император Ли Юань с давних времён дружил с семьёй У и покровительствовал ей, благодаря чему У Шихоу занимал высокие правительственные, в том числе губернаторские, должности.
У Мэй росла в богатой семье, слуги выполняли всю домашнюю работу, и она посвящала своё время обучению. Также её образованием занимался отец. Она получила разносторонние знания, в том числе — в области политики и государственного устройства, музыки и литературы.

### Наложница императора Тай-цзуна
В возрасте тринадцати лет будущая императрица попала в гарем императора Тай-цзуна в качестве младшей наложницы. Она получила титул цайжэнь (才人 cairen — талантливая наложница) и выполняла секретарские функции, продолжая своё образование.
У так и не стала фавориткой императора и предположительно не была приглашена в его спальню. По её собственным записям[каким?], когда она сопровождала императора, он обратил её внимание на необъезженного жеребца. Тогда она предложила императору попробовать усмирить жеребца сначала железным прутом, потом железной кувалдой по голове, а потом, если не подействует, железным кинжалом вырезать язык у коня. Возможно, этот инцидент напугал императора.

### Буддийскаямонахиня
У императора Тай-цзуна было 14 сыновей, но не было детей от У. После смерти Тай-цзуна в 649 году она, по обычаю того времени, была отправлена монахиней в буддийскую обитель, храм Ганье (感業寺). Однако ещё во время жизни во дворце за ней ухаживал сын императора Ли, который позже занял трон как император Гао-цзун.

### Наложница императора Гао-цзуна
Император Гао-цзун навещал её в монастыре и в 654 году забрал её в свой гарем. Довольно скоро император приблизил к себе У Цзэтянь, которая стала наложницей 2-го ранга, а императрица Ван и наложница Сяо были отдалены. Соратники Тай-цзуна и высшая аристократия были оскорблены подобным поведением. Кроме того, и по представлениям того времени, интимные отношения сначала с отцом, а потом с сыном приравнивались к инцесту.
Когда у У Цзэтянь умерла дочь, та обвинила императрицу Ван в намеренном убийстве ребёнка. Надёжных данных об обстоятельствах смерти дочери не имеется, и среди исследователей [каких?] выдвигалось несколько противоположных гипотез — что убийство было осуществлено императрицей Ван из мести; что, наоборот, У Цзэтянь жестоко убила ребёнка, чтобы обвинить императрицу Ван; ребёнок умер от удушья из-за врождённого дефекта шеи.

### Императрица
В результате скандала в 655 году она стала императрицей, отстранив императрицу Ван. В дальнейшем она принесла Гао-цзуну четырёх сыновей и ещё дочь, принцессу Тайпин.
В сложной борьбе императрице удалось одержать победу и к 660 году все её недоброжелатели были удалены от двора, соперниц «по её приказанию четвертовали и утопили в вине без суда и следствия» . Она добилась смещения неугодных министров и чиновников, заменив их на своих ставленников. Её величайшим триумфом стала расправа над дядей императора[кто?] и его кланом.

## Управление страной при слабом муже и сыновьях

### Период слабости императора Гао-цзуна

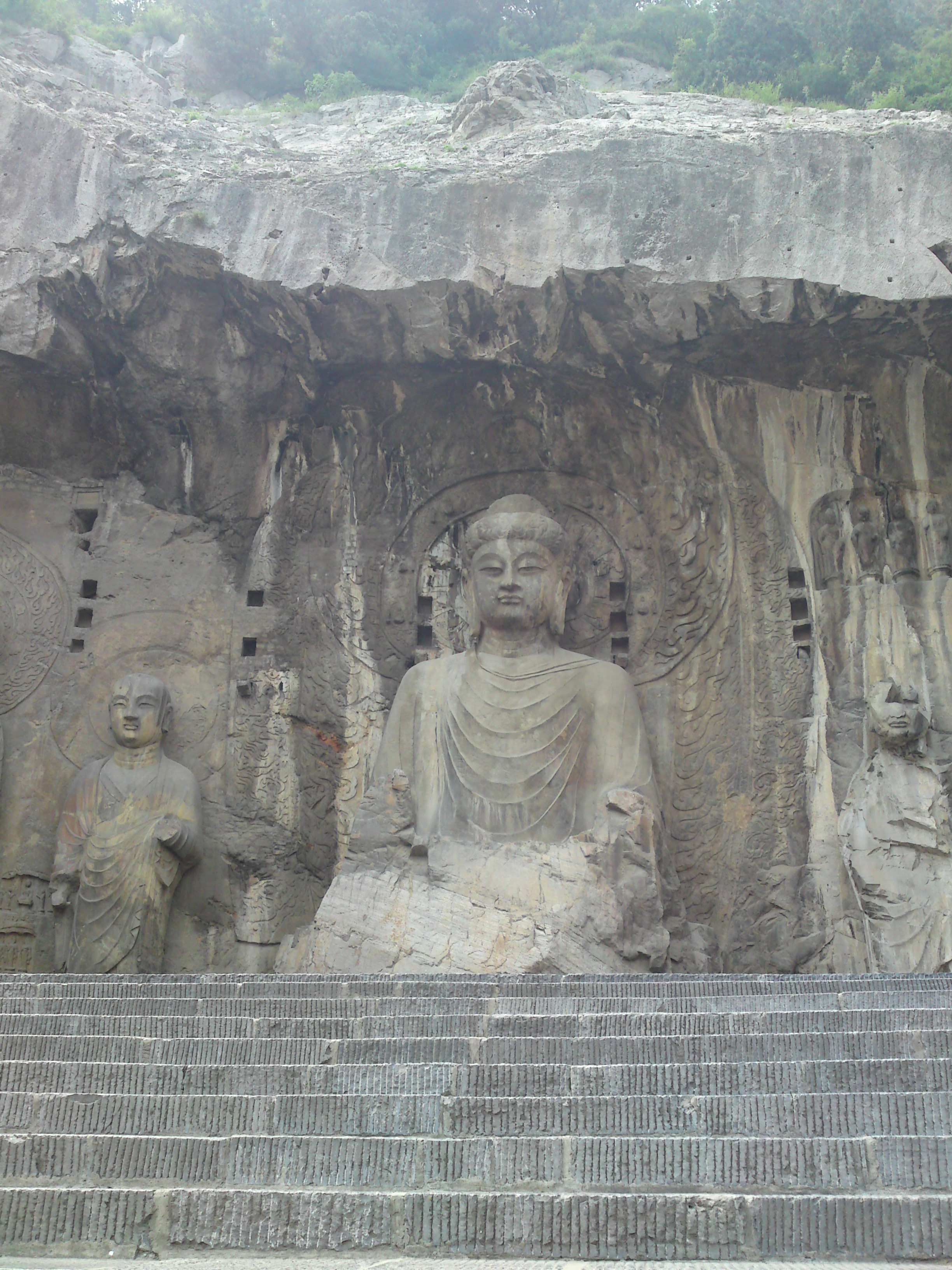
Великий Будда Майтрея в пещерах Лунмэнь, построен императрицей У.

Гао-цзун с каждым годом слабел душой и телом, так что в течение последних 23 лет его жизни страной фактически правила императрица У. Она самолично отбирала военачальников, которые вели войны на Корейском полуострове. В результате войн в 668 году было разгромлено государство Когурё и превращено в китайскую провинцию. После этого в 670 году началась война с государством Силла (см. Силла-танские войны), которая шла с переменным успехом и закончилась перемирием в 676 году. В результате этих войн образовалось государство Объединённое Силла, а позднее (в 698 году) племя мохэ смогло отвоевать часть территории бывшего Когурё и образовалось государство Бохай.
В 666 году она собрала делегацию женщин[каких?] на гору Тайшань и провела там религиозные ритуалы.
Колоссально возросло в стране влияние буддизма. В 673 году она собрала средства и сама внесла огромные пожертвования для строительства гигантского Будды Майтреи в пещерах Лунмэнь, который сохранился до настоящего времени. Она основала множество буддийских монастырей и распространила новообнаруженный буддийский текст[какой?] с пророчеством о приходе святой женщины-правительницы. При этом императрица объявила Майтреей саму себя, ссылаясь на новонайденные тексты и свидетельства.
В 674 году она приняла титул Тянь-хоу (天后 , «Небесная императрица») и стала именовать себя вместе с императором «двумя государями». Она основала институт для составления свода биографий знаменитых женщин.
При малейшем подозрении У беспощадно расправлялась с непокорными, внушая придворным благоговейный трепет. По мнению Л. Н. Гумилёва, в устроенных императрицей гонениях на пособников возвышения династии Тан «глухая ненависть китайской знати к династии, которую она считала инородческой, прорвалась и нашла достойного вождя».

### Период правления старшего сына Чжун-цзуна
После смерти супруга в 683 году императрица передала престол старшему сыну Чжун-цзуну, сохранив, однако, реальную власть в своих руках. Чжун-цзуна это не устраивало и он предпринимал попытки изменить ситуацию. У Цзэтянь, обратив внимание на его беспомощность и покорность своей молодой супруге, уже через месяц сослала их и возвела на престол другого сына, Жуй-цзуна. Чжун-цзун был разжалован в князя (ван) и сослан в провинцию.

### Период правления сына Жуй-цзуна
Жуй-цзун (Ли Дань) на протяжении шести лет оставался послушной марионеткой в её руках. Он фактически не посещал никаких правительственных совещаний и не выходил за пределы внутренних покоев императорского дворца. У Цзэтянь усилила тайную полицию, которая помогала устранять врагов, особенно в первые годы правления Жуй-цзуна. Её власть была очень крепкой, официальные лица не допускались к императору, а император не мог вмешаться в государственные дела. Она занялась также укреплением статуса рода У, даровав своим родителям и предкам высокие посмертные титулы. В 686 году она предложила императору передать ему фактическую власть, но тот, понимая неискренность этого намерения, отказался, оставив У Цзэтянь у руля.

#### Восстание684 года
Подобное развитие событий вызвало протест танских легистов.
Восстание поднял Ли Цзинъе, граф[неизвестный термин] области Ин, который захватил власть в Янчжоу 揚州 (Цзянсу). Восстание поначалу было нашло поддержку в регионе, но Ли Цзинъе не смог продвигаться интенсивно и не воспользовался преимуществами своей популярности. При этом советники пытались увещевать императрицу вернуть власть Жуй-цзуну, на что она выдвигала обвинения в сочувствии мятежу и говорила, что этот шаг не приведёт к прекращению восстания. Она послала генерала Ли Сяои (李孝逸) на подавление мятежа, поначалу операция была неудачной, но в конце концов он одолел отряды Ли Цзинъе, мятежник пытался бежать, но был убит.
При усмирении вспыхнувших бунтов У Цзэтянь казнила более 20 человек, но ей удалось удержать власть.

#### Возвышение монаха Хуайи
В 686 году буддийский монах Хуайи (懷義) стал её фаворитом. Он окружил себя группой молодых головорезов и чувствовал себя во дворце безнаказанно, избивая тех, кто проявлял сопротивление. В 688 году У Цзэтянь поручила Хуайи возглавить широкомасштабное строительство императорского зала собраний (Минтан). Когда строительство было завершено, Хуайи был назначен главнокомандующим войска против Восточного Туджу (государства Тюркютов). Он смог продвинуться вперёд к реке Цзыхэ (紫河), притоку Янцзы, но не вступил в бой и вернулся назад.

#### Устранение потенциальных врагов
В 688 году вдовствующая императрица организовала церемонию жертвоприношения духу реки Лохэ (洛水). Для церемонии она созвала старейшин императорского рода Ли, но принцы заподозрили, что она собирается убить всех и захватить трон, и организовали сопротивление. Поднялись Ли Чжэнь и его сын Ли Чун, однако У Цзэтянь смогла одолеть их армии. Она уничтожила 12 боковых ветвей императорского рода, многих замучив или заставив покончить с собой.

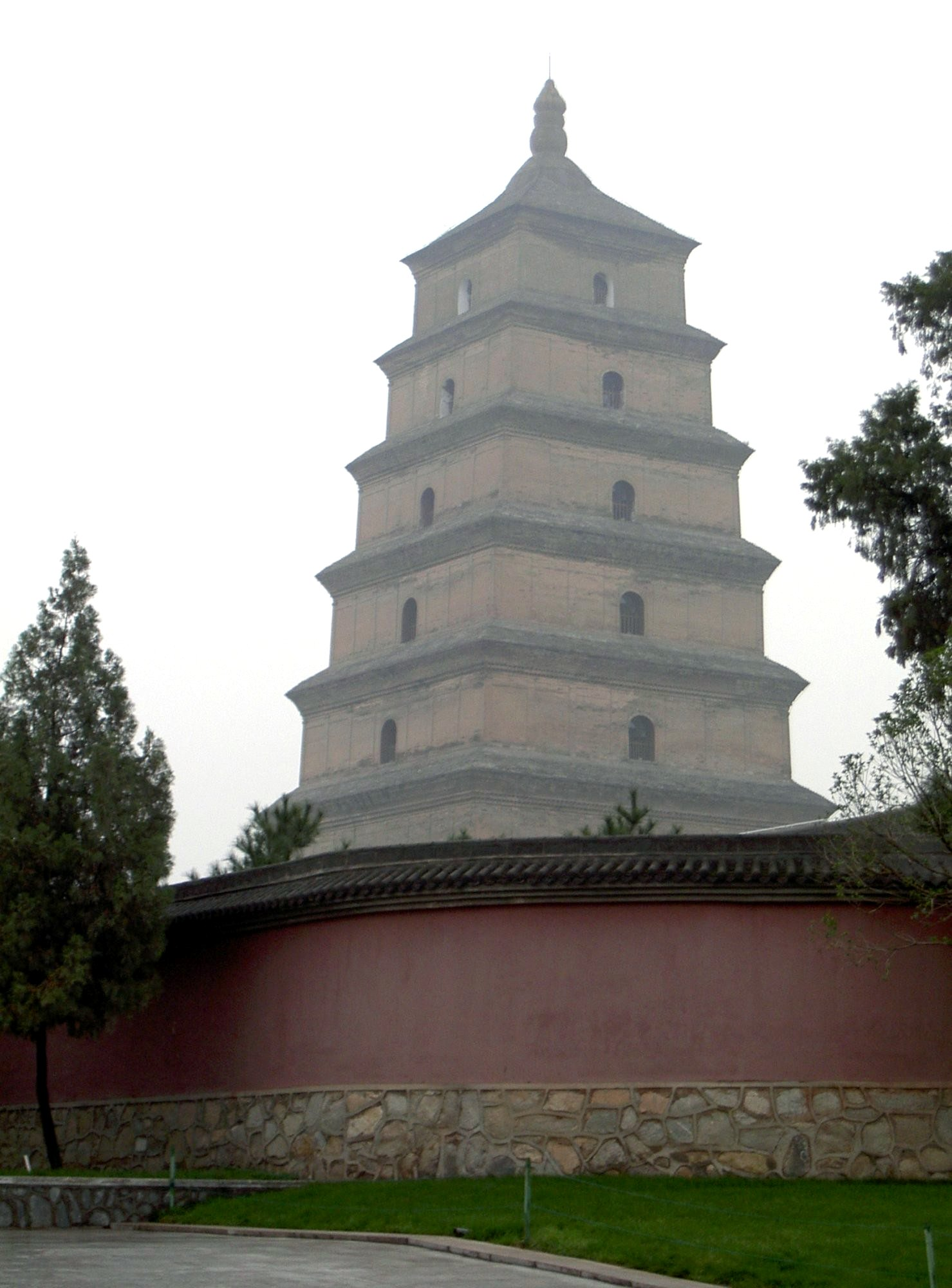
Большая пагода диких гусей, достроенная в Чанъане при императрице У.

## Император Китая 690—705

### Провозглашение новой династии Чжоу
К 690 году позиции У стали настолько прочны, что она свергла сына и 19 октября провозгласила себя императором — событие, не имевшее прецедентов в истории Поднебесной.Жуй-цзун получил титул "Будущий император"(наследник престола). Тогда же она приняла имя У Цзэтянь и императорский титул «хуанди». «Буддисты[кто?] немедленно написали сочинение, доказывающее, что У — дочь Будды и должна наследовать империю у династии Тан. В благодарность за поддержку, императрица издала указ, повелевавший во всех городах страны строить буддийские храмы». С помощью тайной полиции она поддерживала в стране порядок. Историк Сыма Гуан в XI веке не использовал её новых титулов и называл её всё время «вдовствующая императрица», выражая тем самым несогласие с процедурой узурпации трона и смены династии.[значимость факта?]

### Ранние годы правления
Завладев троном, У Цзэтянь подняла статус буддизма, поставив его над даосизмом. При этом даосизм также оказывался под её покровительством и получал мощную поддержку. В каждой подчинённой столице (Сиань и Лоян) был построен храм Даюнь (大雲寺) и учреждены должности старших монахов, приравненных к герцогам[неизвестный термин]. Были построены также храмы предков семи поколений рода У и храмы, посвящённые трём первым танским императорам Гаоцзу, Тай-цзуну и Гао-цзуну, это сопровождалось дарованием титулов.
Первоначально роль тайной полиции была весьма высока, но после инцидента 692 года, который чуть было не привёл к казни четырёх канцлеров и нескольких высших министров, казнь была заменена ссылкой, и волна репрессий ослабла.
В 692 году императрица направила генерала Ван Сяоцзе войной на Тибет, этот поход позволил отвоевать 4 области Западного Края, которые заняли тибетцы в 670 году — Куча, Керия, Кашгар и Суяб.
В 693 году императрица казнила принцессу Лю (жену Ли Даня, её сына, отстранённого от власти) и его наложницу Доу по навету фрейлины Вэй Туаньэр (韋團兒), которая ненавидела Ли Даня и обвинила принцессу в колдовстве. Ли Дань испугался за свою жизнь и не стал даже с ней разговаривать об этом деле. Вэй Туаньэр подготовила также донос на Ли Даня, но императрица получила донос на неё саму и казнила её. Тем не менее императрица лишила сыновей Ли Даня титулов принцев, казнены были также чиновники Пэй Фэйгун (裴匪躬) и Ван Юньсянь (范雲仙) по обвинению в секретных встречах с Ли Данем. Слуга Ань Цзиньцзан вспорол себе живот, поклявшись тем самым в невиновности Ли Даня. Этот поступок потряс императрицу, она приказала врачам вылечить Аня и прекратила изыскания, сохранив Ли Даню жизнь.
В 694 году императрица обеспокоилась тем, что Ли Чжаодэ стал слишком влиятельным после смещения У Чэньсы, и Ли Чжаодэ был отстранён. Тогда же императрица попала под влияние мистиков. Это были в первую очередь отшельник Вэй Шифан (который позднее получил должность канцлера), утверждавший, что ему 350 лет, и старая буддийская монахиня, утверждавшая, что она и есть Будда, а также иноземец, утверждавший, что его возраст составляет 500 лет. Тогда же императрица стала распространять культ Будды будущего Майтреи, с которым она ассоциировала себя, и пыталась получить поддержку широких слоёв населения. В 695 году её фаворит Хуайи сжёг Императорский дворец собраний (минтан, 明堂) и Небесный зал (天堂), будучи недовольным тем, что императрица увлеклась врачом Шэнь Наньцюем (沈南璆). Императрица усомнилась в чудесных свойствах Вэй Шифана и буддийской монахини, которые не смогли предсказать пожара, та была арестована вместе со своими учениками, и все были переданы в рабство. Вэй Шифан покончил с собой. Хуайи был также казнён, 500-летний иноземец сбежал. После этого инцидента императрица ослабила свой интерес к мистицизму и больше погрузилась в государственные дела.
Хотя западные и северные границы Танской империи трещали от напора кочевников — тюркютов и киданей, императрица вынуждена была сосредоточить своё внимание на вопросах престолонаследия. Члены семейства У (её родные племянники), и до того приближенные к трону, после провозглашения династии Чжоу видели себя наследниками престола.

### Середина правления
В дальнейшем империю стали беспокоить враги на северных и западных рубежах. Весной 696 года армия под командованием генералов Ван Сяоцзе и Лоу Шидэ потерпели поражения от тибетских генералов братьев Лунь Циньлин (論欽陵) и Лунь Цзанпо (論贊婆). Генерал Ван Сяоцзе был разжалован в рядовые, а Лоу Шидэ сильно понижен в звании, но ситуация на фронте в дальнейшем потребовала восстановления их в званиях. В апреле императрица восстановила символ высшей императорской власти древности — девять треножников.
Летом 696 года восстали кидани. Киданьские полководцы Ли Цзиньхун и Сунь Ваньжун сочли невозможным терпеть несправедливости губернатора области Инчжоу (營州) (современный Чжаоянь) Чжао Вэньхоя (趙文翽), Ли Цзиньхун принял титул Ушань-хана (無上可汗). Армия, которая была послана для подавления восстания, потерпела поражение. В войну включился Восточно-тюркский каганат (тюркюты) во главе с Капаган-каганом (Ашина Мочо). В 696 году умер Ли, и он покарал семьи Ли и Суня. Но после побед он подключил киданьские силы и обратился против Китая. Императрица, испугавшись его побед, заключила мир с тюркютами, передав Капаган-кагану многочисленные дары. В 697 году тюркюты смогли победить киданей, казнив Суня.
В 697 году Лай Цзюньчэн снова усилил своё влияние. Он выдвинул лживые обвинения против Ли Чжаодэ (который был оправдан) и готовил обвинения в заговоре против Ли Даня, Ли Чжэ, принцессы Тайпин и принцев семьи У. Принцы семьи У и принцесса Тайпин действовали решительно и обвинили Лай Цзюньчэна в преступлениях, в результате и Лай Цзюньчэн, и Ли Чжаодэ были казнены. После смерти Лая период произвола тайной полиции завершился. Их жертвы были посмертно реабилитированы. В это же время фаворитами императрицы У стали братья Чжан Ицжи и Чжан Чанцзун, которым были пожалованы почести и графские[неизвестный термин] титулы.
В 698 году У Чжэньсы и другой племянник императрицы У Саньсы (принц Лян) неоднократно пытались убедить чиновников повлиять на императрицу, чтобы утвердить одного из них наследным принцем — чтобы власть закрепилась за семейством У. В то время канцлером снова стал Ди Жэньцзе (прототип знаменитого персонажа детективных романов Судьи Ди), известный честностью и принципиальностью. Он был против этой идеи, но предлагал для престолонаследия Ли Чжэ (её сын, бывший император Чжун-цзун, который снова стал императором после её смерти). Это мнение поддержали другие канцлеры — Ван Фанцин и Ван Цзишань, а также советник императрицы Цзи Сюй, который далее убедил братьев Чжанов поддержать этот план. Весной 698 года императрица согласилась, и Ли Чжэ был возвращён из изгнания. Ли Дань предложил передать Ли Чжэ статус престолонаследника, и императрица утвердила статус. Его имя было изменено на Ли Сянь, а потом на У Сянь.
Тюркютский Капаган-каган попросил какого-нибудь танского принца жениться на своей дочери, думая о том, чтобы породниться с танской династией и восстановить Танскую империю под своим патронажем, сместив императрицу У. У Цзэтянь послала к нему внучатого племянника У Яньсю (武延秀) вместо танского принца, но каган отверг его. Теперь, вместо закрепления мира путём династийного брака, он отослал У Яньсю назад и двинул войска на Чжоу, дойдя на юг до области Чжао (趙州, сейчас Шицзячжуан, Хэбэй), пока не получил отпор.
В 699 году изменилась ситуация в Тибете (Туфань). Царь Триду Сонгцен решил восстановить свою власть, недовольный захватом власти братьями Лунь. Когда Лунь Циньлин был далеко от Лхасы, Триду Сонгцен зарезал его сподвижников и выступил против него, победив в сражении. Лунь Циньлин покончил с собой. Остальные члены семьи Лунь сдались китайским властям. Смута продолжалась ещё несколько лет, и тибетская граница оставалась спокойной.
В 699 году императрица У почувствовала старость и обеспокоилась тем, что после её смерти Ли Сянь и семья У будут враждовать. Она собрала принцев и принцесс клана Ли и У и заставила их принести присягу друг другу.
У Цзэтянь ввела в китайский язык от 10 до 30 придуманных её чиновником иероглифов. Большинство из них по окончании её правления были забыты, но некоторые сохранились как вариантные.

### Поздние годы правления

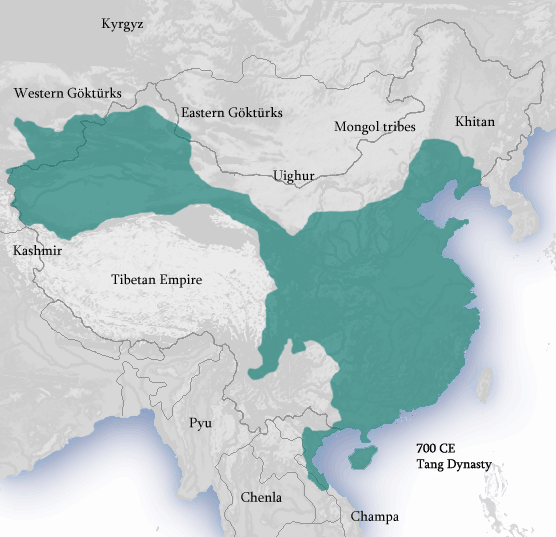
Расширение территории Китая во время правления императрицы У

В последние годы жизни (начиная с 699 года) рассудительность императрицы была поколеблена наплывом старческого сластолюбия. В частности, она приблизила к себе двух братьев Чжан Ичжи и Чжан Чанцзуна сомнительной репутации, которые стали её фаворитами. Несмотря на увещевания придворных, старая и больная правительница всецело полагалась на преданность Чжанов. Братья Чжаны обрели большое могущество и через них проходили самые важные государственные дела. Разговоры, которые вели между собой принцы и принцессы, передавались Чжанам. Её внук Ли Чунжунь, внучка Ли Сяньхуэй (李仙蕙) и её муж У Яньцзи (武延基) получили приказ покончить с собой. Тем не менее императрица искала молодых талантливых чиновников и привлекала их к высоким должностям. В частности, возвысились Цуй Сюаньвэй и Чжан Цзячжэнь.
В 703 году Чжан Ичжи и Чжан Чанцзун вступили в конфликт с старшим канцлером Вэй Юаньчжуна, который раскритиковал их брата Чжан Чанъи (張昌儀) и отклонил продвижение другого брата Чжан Чанци (張昌期). Чжаны также боялись, что Вэй их казнит, когда императрица умрёт. Поэтому они обвинили Вэя и Гао Цзяня (高戩), которого поддерживала принцесса Тайпин. Они вынудили подчинённого Вэя Чжан Юэ подтвердить свои обвинения, но когда тот предстал перед императрицей, он обвинил Чжанов в том, что его принуждали к лжесвидетельству. В итоге Вэй, Гао и Чжан Шо были отправлены в ссылку, но не были казнены.

### Отречение, восстановление династии Тан и смерть
В августе 704 года против фаворитов Чжан Ичжи и Чжан Чанцзуна и против их братьев были поданы обвинения в коррупции. Их братья были смещены, и хотя чиновники Ли Чэнцзя (李承嘉) и Хуань Яньфань требовали также смещения обоих фаворитов, императрица отказалась их сместить. Однако канцлер Вэнь Аньши снова выдвинул обвинения в коррупции против фаворитов.
Зимой 704 года императрица серьёзно заболела, и только братья Чжан имели право навещать её, канцлерам это дозволено не было. Это привело к спекуляциям на тему заговора братьев Чжан, чтобы занять трон, и обвинения были выдвинуты повторно. Как только её состояние улучшилось, Цуй Сюаньвэй предложил допускать к императрице только её сыновей Ли Даня и Ли Сяня. Обвинения к братьям нарастали, и императрица позволила Сун Цзину провести расследование. Но прежде чем расследование завершилось, императрица принесла извинения перед Чжан Ичжи, тем самым обесценив работу Суна.

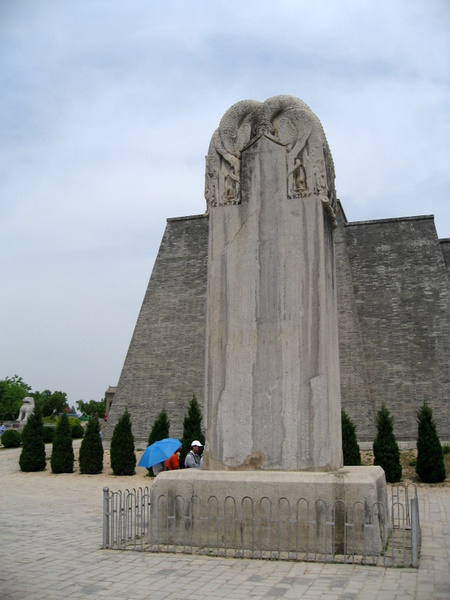
Памятник в Цяньлиньском мавзолее, в котором похоронены императрица У и её муж Гао-цзун

Весной 705 года императрица снова серьёзно заболела. Чжан Цзяньчжи, Цзян Хуэй и Юань Шуцзи стали планировать заговор, чтобы убить братьев Чжан. Они подключили генерала Ди Доцзо, Ли Даня (李湛, иные иероглифы, чем у сына императрицы), Янь Юаньяня (楊元琰) и другого канцлера Янь Чжуна. Получив одобрение престолонаследника Ли Сяня, заговорщики выступили 20 февраля, убили Чжан Ичжи и Чжан Чанцзуна, окружили Зал Долголетия (長生殿), где находилась императрица. Они сообщили ей о казни братьев Чжан и вынудили её передать трон престолонаследнику Ли Сяню. Последовало два указа от её имени — сначала о передаче регентства Ли Сяню, а потом о передаче трона (22 февраля). 23 февраля Ли Сянь формально занял трон, а на следующий день императрица под стражей была отведена в пригородный дворец Шанъян (上陽宮), при этом она именовалась Императрицей-регентшей Цзэтянь Дашэн (則天大聖皇帝). 3 марта династия Тан была восстановлена, а династия Чжоу прекратилась.
Императрица умерла 16 декабря, последние указы от её имени уже не использовали титул императора, а содержали слова «Императрица-регентша Цзэтянь Дашэн». В 706 году император Чжун-цзун организовал её похороны в Цяньлиньском мавзолее совместно с её мужем Гао-цзуном около столичного города Чанъань.

## Оценки правления
Исследовательница Энн Палудан, специализировавшаяся на биографиях китайских императоров, приводит противоположные оценки. С одной стороны, она признаёт правление У Цзэтянь как весьма успешное, укрепившее и расширившее Китай, удовлетворявшее потребности населения, включая повышение доходов и благосостояния нижних классов. При этом отмечается развитие культуры и укрепление даосизма и буддизма. Однако она отмечает жестокость прихода императрицы к власти. Формирование культа императрицы как «Святой госпожи», по её мнению, сопровождалось привлечением даосизма и буддизма как средств пропаганды, сравнением У Цзэтянь с матерью Лао-цзы и буддой Майтреей как женского божества, обнаружением удобных ей пророчеств и свидетельств. Она также отмечает развивающееся слабоумие в поздние годы её правления и опору на любовников, развитие коррупции и падение морали, что привело к потере репутации и свержению.

## В культуре
- «Шелковая императрица», роман французского писателя Жозе Фреш (2003).
- «Императрица», роман франкоязычной китайской писательницы Шань Са (2003). Описывает судьбу императрицы У от первого лица.
- «Детектив Ди» (2010), фэнтези режиссёра Цуй Харка, действие которого происходит во времена правления императрицы У Цзэтянь.
- «Императрица У Цзэтянь» — историко-биографическая драма (Гонконг, 1963)
- Императрица Китая / The Empress of China (кит. 武则天) — историко-биографический сериал
- Забытый Император Китая: Китайская императрица Зла / China’s Forgotten Emperor (2015) (реж. Стивен Финниган / Stephen Finnigan) — документально-игровой фильм
- У Цзэтянь возглавляет Китайскую цивилизацию в Sid Meier’s Civilization II (наравне с Мао Цзэдуном), Sid Meier’s Civilization V и Sid Meier's Civilization VI